# Tai Wongtempel van Yuen Long Kau Hui

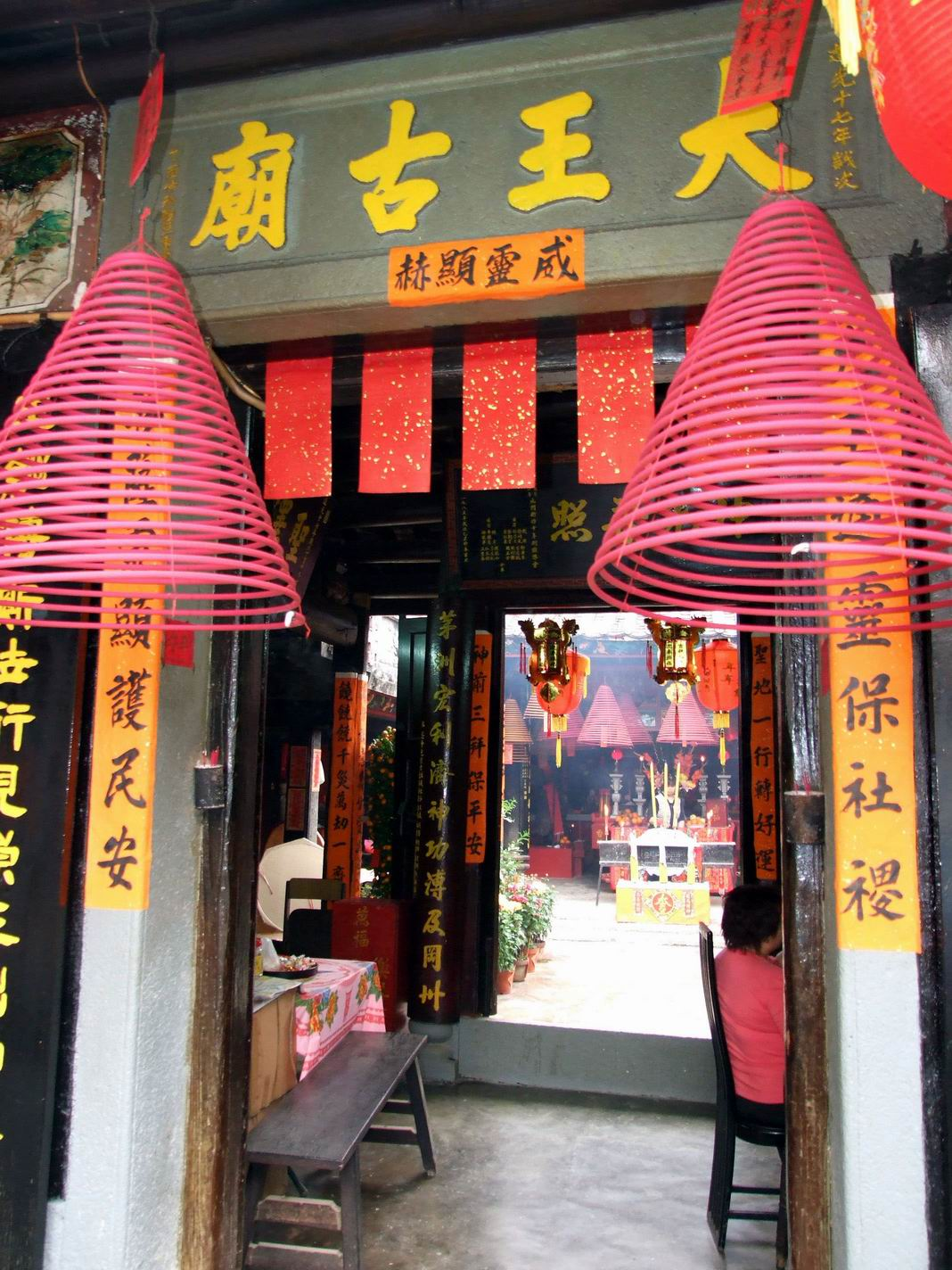
Tempelingang

Tai Wongtempel van Yuen Long Kau Hui is een daoïstische tempel in Yuen Long Kau Hui, Yuen Long, Hongkong. De tempel is gewijd aan de Chinese zeegod Hongsheng en de god Houwang. De eerste god wordt ook wel "Grote Keizer" (大王) genoemd. De tempel werd gebouwd in het 8e regeerjaar van keizer Kangxi. In 1838 werd de tempel grondig gerestaureerd. Jaarlijks wordt de verjaardag van de Grote Keizer gevierd op de 13e dag van de tweede maand in de Chinese kalender.
De tempel wordt beheerd door de autochtone bewoners van het dorp Nam Pin Wai. Vroeger was het het politiek en religieus centrum van Yuen Long Kau Hui. Om de tien jaar wordt een taipingqingjiao gehouden, waarbij deze tempel een belangrijke plaats is waar de offeringsrituelen worden uitgevoerd.